# Rilo Kiley
I Rilo Kiley sono un gruppo musicale indie rock formatosi a Los Angeles nel 1998.

## Storia del gruppo
Il gruppo, guidato e fondato da Jenny Lewis e Blake Sennet, ha firmato il suo primo contratto con la Barsuk Records, che ha pubblicato l'album d'esordio Take-Offs and Landings nel 2001. Successivamente è passato alla Saddle Creek Records, che ha diffuso The Execution of All Things nel 2002. Nel 2004 è stato pubblicato More Adventurous, firmato dalla Brute/Beautie e distribuito dalla Warner Bros. Records.
Negli anni successivi la band si esibisce dal vivo con The Postal Service, Bright Eyes e Coldplay.
Nell'agosto 2007 viene pubblicato Under the Blacklight, anticipato dal singolo The Moneymaker. Nel settembre dello stesso anno viene intrapreso un tour a cui prendono parte Orenda Fink (Azure Ray) e Kristin Gundred (Grand Ole Party).
Dopo alcuni anni di silenzio, nel 2010 Jason dichiara che non vi è alcun progetto relativamente ad un nuovo disco nell'immediato.
Nel febbraio 2013 viene annunciata la pubblicazione di una raccolta di rarità e inediti dal titolo Rkives, in commercio dall'aprile seguente.

## Formazione

### Formazione attuale
- Jenny Lewis – voce, tastiere, chitarra
- Blake Sennett – chitarra
- Pierre de Reeder – basso, tastiere
- Jason Boesel – batteria, percussioni

### Ex componenti
- Dave Rock – batteria, percussioni

## Discografia

### Album
- Take-Offs and Landings (2001)
- The Execution of All Things (2002)
- More Adventurous (2004)
- Under the Blacklight (2007)
- Rkives (2013)

### EP
- The Initial Friend (1999)
- Live at Fingerprints (2004)

### Singoli
- Science vs. Romance
- The Execution of All Things
- Portions for Foxes
- It's a Hit
- I Never
- The Moneymaker
- Silver Lining
- Breakin' Up